# Mathieu Quoidbach
Mathieu Quoidbach (* 21. September 1873 in Verviers; † 27. Oktober 1951 ebenda) war ein belgischer Radrennfahrer.
Mathieu Quoidbach begann mit dem Radsport, nachdem er beim Kartenspielen ein Fahrrad gewonnen hatte. Er fuhr hauptsächlich Bahnrennen, ab 1897 trainierte er auf der Bahn in seiner Heimatstadt. 1898 belegte er bei einem 24-Stunden-Rennen auf seiner Heimatbahn den dritten Platz, hinter dem Deutschen Thaddäus Robl und seinem Landsmann René Kuhling, nach gefahrenen 640 Kilometern.
Im Jahre 1900 wurde Quoidbach belgischer Meister im Straßenrennen, hinter Schrittmachern auf einem mit Petroleum betriebenen Tandem-Motorrad. Als seinen größten Erfolg stufte er selbst seinen Sieg bei den Zes Uren van Verviers 1901 ein, die er vor dem US-Amerikaner Charles Miller gewann, dem Sieger des ersten Sechstagerennens von New York mit einer Zweier-Mannschaft.
1903 trat der inzwischen 30-jährige Mathieu Quoidbach vom Radsport zurück; im selben Jahr wurde die Radrennbahn in Verviers geschlossen. Beruflich zeigte er sich als äußerst vielseitig: Er eröffnete ein Café und betätigte sich als Alleinunterhalter, Sänger, Kabarettist, aber auch als Billardspieler. Später wurde er Handelsvertreter für Spirituosen und besuchte seine Kunden mit dem Fahrrad.